# ビコール語
ビコール語(ビコールご、Bikol,Bicol)はフィリピン諸語の語群の一つ。オーストロネシア語族、ヘスペロネシア語族、中央フィリピン諸語、中央フィリピン語群に属する。Bicolanoとも言う。Vicol とつづられることもあるが、一般的ではない。
フィリピン、ルソン(Luson)島南東部のビコル(Bikol)半島の大部分の地域、および、カタンドアネス(Catanduanes)州で話される。「ビコル」という名称は、普通、ビコル半島の全域、タガログ語地域の南部とその東部、および、カタンドアネス島をさすが、ソルソゴン(Sorsogon)州には、中部ビサヤ語塊に属するマスバテ・ソンソゴン語とワライ・ソルソゴン語が分布している。
1975年の国勢調査によると、いわゆる「ビコル」語の話者数として292万8245人が記載されており、フィリピン第5番目の大言語ということになる。アルバイ州、南カマリネス州、カタンドアネス州、ソルソゴン州で、それぞれ支配言語を、北カマリネス州では多数言語を形成している。上記の話者数は、ビコル小語群に属する下記の4言語のほかに、ソルソゴン州の中部ビサヤ語塊に属する前述の2言語の話者数27万人をも含んでいる。
ビコル小語群は、同じ中部フィリピン語群に属する、タガログ語、および、北ビサヤ小語群と、密接に関係している。ナガ・ビコル語、リンコナダ・ビコル語、アルバイ・ビコル語、カタンドアネス・ビコル語の4言語が認められるが、内陸部では方言差が大きい。

エスノローグによれば、ビコール語はマクロランゲージであり、さらに以下の5つに分類する。
- アルバイ・ビコール語（南ビコール語）【bhk】 - 1,900,000人（2000年）
- 中央ビコール語（北ビコール語、標準ビコール語、ビコール・ナガ語）【bcl】 - 2,500,000人（1990年）
- イリガ・ビコール語（リンコナダ・ビコール語）【bto】 - 234,000人（2000年）
- 北カタンドゥアネス・ビコール語（Pandan）【cts】 - 122,000人（2000年）
- 南カタンドゥアネス・ビコール語（Virac）【bln】 - 85,000人（1981年）

## 文字
ラテン文字が用いられている。

## 代名詞
|                     | 絶対格  | 能格      | 斜格         |
| ------------------- | ------- | --------- | ------------ |
| 1人称単数           | ako     | ko        | sakuya, sako |
| 2人称単数           | ika, ka | mo        | saimo, si-mo |
| 3人称単数           | siya    | niya      | saiya        |
| 1人称複数 inclusive | kita    | nyato, ta | satuya, sato |
| 1人称複数 exclusive | kami    | nyamo, mi | samuya, samo |
| 2人称複数           | kamo    | nindo     | saindo       |
| 3人称複数           | sinda   | ninda     | sainda       |

## 音韻的特徴
母音は、a,e,i,o,u
子音はp,t,k,b,d,g,m,n,ng,s,l,r,w,y が認められる。

## 形態論
語構成は、接辞、重複(一種の接辞)、合成による。接辞は、時制、相、態(焦点)、数などを表す。多くの接頭辞が共起する。それに対して、接中辞、接尾辞は種類が少なく、1～3種類が限度である。
重複には、語幹の一部の繰り返し(部分重複)、全体の繰り返し(完全重複)、あるいは、その組み合わせがあり、接辞とともに活発に用いられる。相、反復性、多量性、縮小性などを表す。

## 基本表現
おはよう。　　marhay na aga.

こんにちは。　marhay na hapon po.

こんばんは。　marhay na banggi.